# 桃知みなみ
桃知みなみは、日本のアイドル、アニソンDJ、MC、タレント。

## 概要
- 福岡県久留米市出身。
- 顔が限りなくアニメに近いことから、「アニメちっくアイドル」と称される[1]。愛称は、「桃知」「桃知さん」「ももちちゃん」「もっち」「ももっち」「ももちゃん」など。
- 挨拶は「世界初!アニメちっくアイドルの桃知みなみだもっち!」であり、語尾に「もっち」[1]が使われる。
- TV地上波のレギュラー番組、ニコ生レギュラー番組への出演や、国内外のクラブイベントや野外フェスでのDJプレイのほか、アイドルライブやイベントのMCも行う[1]。
- デビュー当初は、喉の不調の為ホワイトボードを使用し筆談で会話を行っていた[1]が、現在では非常に特徴のある声でタレント活動を行っている[1]。
- アニソンぷらす＋で誕生したバンド「Legend Of Face」[2]のギター・コーラス担当。

## 妹について
2013年10月15日、ニコニコ生放送の「つくり場」（テレビ東京とニコニコ生放送の連動番組。テレビでは2013年10月21日、10月28日に放送）で妹という設定の「桃知みなこ」が初登場した。
番組企画で桃知みなみがイルカの上に立ってプールを1周する事になる。しかし制限時間(1時間)終了まで練習しても3秒しか乗ることが出来なかった。その時、妹の「桃知みなこ」が突然現れてプールを1周、プロジェクトを成功させる。桃知みなみは「妹とは小さい時に生き別れている」「12年ぶりに会えた」と語っていた。
桃知みなこも、桃知みなみ同様アニメちっくな顔をしている。主な顔の見た目の違いは、桃知みなみは口が開いているが、桃知みなこは口が閉じている事である。

## 来歴
- 2009年冬、テレビ東京「アニソンぷらす」のアシスタントとしてTVデビュー[1]。以後、同番組の準レギュラーとして出演。
- 同番組企画の「Legend Of Face」というバンドでギター、コーラスを担当していたが、現在は活動休止。
- 2011年春、テレビ東京「ドリームクリエイター」[注 1] にゲスト出演の後、準レギュラー、レギュラーアシスタントと昇格していった。
- ニコニコ動画の番組の出演が多く、ニコ生でのMC出演、ゲスト出演など多数。
- 2013年春より、ニコニコ公式チャンネル「桃知みなみのひみつチャンネル」がスタート[3]。不定期ニコ生配信および、ブロマガの配信を行っている。
- また、同年からは東京女子プロレスのリングアナウンサーも務める[4]。
- 2014年5月末、桃知みなみオフィシャルHPが開設される[5]。
- 2014年7月、YouTubeに桃知みなみチャンネル【For Kids】が開設される[6]。
- 2014年8月、桃知みなみのライトノベル化企画が「クラウドファンディング」で始動[7]。開始2週間で目標額100万円を突破してライトノベル化が決定した[8]。執筆担当は「攻殻機動隊 Section-9」や「ブラックジャックによろしく Dystopia3.11」を手掛けた『春日康徳』[8]。表紙、挿絵を担当するのは『ふゆの春秋』[8]。また募集期間終了までの2ヶ月間で180万円を突破、「桃知お面プロジェクト」と「15秒アニメCM制作プロジェクト」も始動した[8]。その後2015年1月末頃に桃知みなみがヒロインのライトノベルが完成[9]。2016年4月に「桃知お面プロジェクト」のお面が完成[10]。2016年5月5日にトレジャーフェスタの会場でライトノベルのアニメCMが初披露された[11]。
- 2015年1月、桃知みなみSHOPが開設される[12]。
- 2015年6月 - 8月、インドネシア、台湾、シンガポール、ベトナム、香港の5カ国で『桃知みなみ 1stアジアツアー2015』を開催した[13]。
- 2016年4月21日から桃知みなみ&のの子主催アニソンDJ＆LIVEイベント『カワイイ感じジャパン』が始動[14]。定期的に開催されている。

## 出演
- AKIHABARAバックステージPASS アイドルキャスト[15]

### テレビ番組
過去のレギュラー
- アニソンぷらす＋（テレビ東京）※準レギュラー
- つんつべ♂（TOKYO MX）※準レギュラー
- 「ドリームクリエイター」シリーズ
  - ドリームクリエイター（テレビ東京、2011年5月30日、2011年10月頃[注 2] - 2012年3月29日。第2期2012年7月5日 - 2013年3月28日）
  - ドリーム²クリエイター（テレビ東京、2013年4月10日 - 2013年9月25日）
- 全力!ネットユーザーつくり場〜集まれ!ドリームクリエイター〜（テレビ東京、2013年10月6日 - 2014年3月30日）

単発
- くだまき八兵衛X【アイドル戦国時代！(秘)個性的な裏アイドルが大集結！】（テレビ東京、2012年6月21日 ）※ランキング2位
- ランク王国【アキバ系ライブアイドル 注目TOP10】（TBS、2012年10月20日 ）※ランキング8位
- だんくぼ・彩（テレビ朝日、2014年2月11日）※コスプレ特集に出演
- ゆうどき（NHK、2014年4月18日）※阿佐ヶ谷アニメストリート特集に出演
- クイズ30〜団結せよ!〜
  - クイズ30〜団結せよ!〜放送開始直前SP（フジテレビ系、2014年4月20日）
  - クイズ30〜団結せよ!〜（フジテレビ系、2014年5月25日、2014年6月8日、2014年8月3日、2014年9月14日）
- HOT WAVE（テレビ埼玉、2014年12月10日）
- あにむす!（テレビ東京、2014年12月12日、12月19日、12月26日、2015年1月9日）
- 朝生ワイド す・またん！/ ZIP!(読売テレビ、2016年2月11日)※桃知みなみ特集
- 有吉くんの正直さんぽ(フジテレビ系、2017年5月27日)

### CM
- テレビ東京「Digital7」[16]（2010年）
- ドリームクリエイターの企画アニソンカバーCD「ドリームボーカリスト」（2012年3月）

### インターネット番組
レギュラー
- かわいい感じジャパンRAIDIO※のの子と共にレギュラーMC担当。
  - かわいい感じジャパンRAIDIO（Rakuten.FM、2016年10月6日 - 2017年5月28日）
  - かわいい感じジャパンRAIDIO（YouTube Live、2017年5月30日 - ）※楽天FMから番組移行。ニコニコ生放送でも同時配信あり。

#### ニコニコ生放送
不定期放送
- 桃知みなみのひみつチャンネル放送※阿佐ヶ谷アニメストリート,各地イベント会場、自宅配信など行う。

過去のレギュラー
- 「ドリームクリエイター」シリーズ
  - ドリームクリエイター（2011年5月29日、2011年10月頃[注 2] - 2012年3月24日。第2期2012年6月30日 - 2013年3月24日）※毎週TV収録の模様を生放送配信
  - ドリクリぷらす〜「ドリームクリエイター」復活への道〜（2012年4月14日、4月19日、2012年5月5日 - 2012年6月23日）※毎週放送
  - ドリーム²クリエイター（2013年4月2日 - 2013年9月3日）※隔週でTV収録の模様を生放送配信
- 公開劇場型オーディション「ニコYAN」（2012年8月27日 - 2012年10月29日）※毎週放送、番組MCとして出演
- 全力!ネットユーザーつくり場〜集まれ!ドリームクリエイター〜
  - 全力!ネットユーザー「つくり場」〜集まれ!ドリームクリエイター〜（2013年9月17日 - 2014年3月18日）※隔週でTV収録の模様を生放送配信
  - 全力!ネットユーザー「つくり場」【近況報告SP】（2015年1月15日）
  - 全力!ネットユーザー「つくり場」【3日間でつくっちゃおうSP】（2016年1月15日、2016年1月18日）
  - 全力!ネットユーザー「つくり場」【僕らの動画10日間戦争編】（2016年6月6日、2016年6月17日）
- 放課後...東京女子プロレス!!（2014年1月8日 - 2016年12月14日）※毎週水曜放送、MC出演。リングアナ卒業に合わせて番組卒業。
- ゲーム実況バラエティHangameLive
  - ゲーム実況バラエティHangameLive2（2014年1月16日 - 2015年2月26日）※隔週木曜放送、アシスタント
  - ゲーム実況バラエティHangameLive3（2015年3月12日 - 2015年10月22日）※隔週木曜放送、アシスタント

単発
- 桃井はるこの「独占！モコモコ60分」＃07（2009年8月29日）
- 恋姫ニコ生特番（2010年7月3日）
- アニソンディスコ in ニコファーレ（2012年2月19日）
- ボカロ　歌ってみたスタジオ#2（2012年3月11日）※チャンネル生放送
- ニコニコ超会議
  - ニコニコ超会議特番〜超会議目前！まだまだありますブース・出演者大紹介！編〜（2012年4月23日）
  - ドリクリ視聴者の会「ニコニコ超会議2!スペシャル」（2013年4月27日、4月28日）
  - ゆっちとアサミの「へいらっしゃい！たのまき寿司」【ニコニコ超会議3】（2014年4月26日）
  - 【つくり場】超会議3スペシャル（2014年4月26日、4月27日）
  - ボカロ情報最前線 超ボカロサミット【ニコニコ超会議3】（2014年4月26日、4月27日）
- 新しい遊び場を作ってみた！ニコニコショッピング（仮）（2012年5月3日）
- ニコ女学園〜マニアな女学生と楽しい授業〜（2012年6月1日）
- nonstopアニソントレインTV（2012年7月12日）
- ニコ女学園〜そしてリア充へ…（2012年7月27日）
- つんつべ♂放送1周年記念 〜1年振り返りスペシャルfrom深夜のバクステ〜（2012年7月29日）
- TOKYO IDOL FESTIVAL 2012  生中継（2012年8月4日、8月5日）
- バレンタイン・スペシャルライブ '13 supported by Ghana 生中継（2013年2月11日）
- 中孝介アルバム完成記念SP（2013年7月28日）
- ニコニコ夏マスター特番！ in 池袋サンシャインシティ噴水広場（2013年8月3日）
- 『桃知みなみ×エルソード』アラアラ桃知がアララララ（2013年8月8日、2013年8月31日）
- やのあんなって、だれ！？（2013年8月13日）
- ニコナマケットマスター　プシュッ！夏生2013（2013年8月20日）
- ハンゲーム
  - ゲーム実況バラエティHangameLive（ハンゲームライブ）（2013年9月12日、2013年10月10日）※ゲスト出演
  - ハンゲーム15周年記念放送!15時間スペシャル!15時間だよ??（2015年11月15日）※ゲスト出演
- インディーズゲーム×実況プレイヤー【東京ゲームショウ2013】（2013年9月21日）
- Yun*chi 〜1st アルバム「Asterisk*」発売記念PARTY（2014年2月7日）※ゲスト出演
- 火曜ニコラジ（2014年2月25日）※ゲスト出演
- 秋葉原メイドカフェ対抗『World of Tanks』WoT総占拠 決勝大会（2014年8月28日）※MC出演
- お正月だよ！ドグマ家に集合★ 繚乱ガッチマンせらフジの最強ゲーム実況プレゼンバトル（2015年1月3日）
- 天龍源一郎 VS 長州力 男気競馬実況＆予想対決inニコ生（2015年1月25日）
- 真昼の決戦 勝ち馬はオレだ
  - 真昼の決戦 勝ち馬はオレだ【ジャパンカップ編】（2015年11月29日）
  - 真昼の決戦 勝ち馬はオレだ【有馬記念編】（2015年12月27日）
- 第2回リングドリーム主催 DDTプロレス興行「Encore〜星空プロレス〜」（2015年12月29日）
- YOSHIKI CHANNEL 1周年記念生放送〜前代未聞のセレブレーション〜（2016年8月25日）
- AKIBA'S BEAT発売記念ニコ生特番!（2016年10月12日）

### 雑誌
- Tokyo graffiti（東京グラフィティ）（2010年8月25日発売）※1ページ掲載
- Windows100% 2013年4月号（晋遊舎、2013年3月13日発売）※MMD「桃知みなみ」3Dモデル及びUTAUデータ収録
- MMDマスターパックDX（晋遊舎、2013年9月27日発売）※MMD「桃知みなみ」3Dモデル再収録
- チャンピオンRED2013年12月号(秋田書店、2013年10月19日発売)※インタビュー記事2ページ掲載
- モデルグラフィックス2013年12月号（2013年10月25日発売）※2ページ掲載

### ドラマCD
- ミリオンドール 第6巻付属ドラマCD「ミリオンドールnextbeat」（2020年、クルクルメイツ〈地方アイドル〉）

## 作品

### 小説
桃知みなみがヒロインのライトノベル
- 阿佐ヶ谷通りでつかまえて Ninja Mangatronique（著:春日康徳/表紙・挿絵:ふゆの春秋）
  - 書籍版（「桃知みなみSHOP」・「アマゾン」にて2015年2月予約開始/「とらのあな」にて2015年3月6日発売/アマゾンにて2015年7月発売開始）
  - 電子書籍版・桃知みなみが歌う主題歌付き（2016年5月20日発売）

### ディスコグラフィ

#### Legend Of Faceとして
- Love＆Face（ギター・コーラス/2009年7月29日発売）
- The first snow（ギター・コーラス/2010年1月27日発売）

#### 会場物販限定CD
- ライトノベル主題歌「阿佐ヶ谷通りでつかまえて」（100枚限定、作詞：桃知みなみ、作曲：イイジマケン、編曲：gaokalab、2015年5月5日発売）

#### コンピレーションCD
- アニメ☆ダンス BEST GIG（アニソンカバーコンピレーション・アルバム/2010年5月26日発売）
  - 15曲目「ぱんだねこ体操 (はなまる幼稚園より)」に歌手として参加

#### 「つくり場」企画アルバム
- ニコ動とテレ東「つくり場」から生まれた企画アルバム〜集まれ！ドリームクリエイター（2014年2月19日発売）
  - 4曲目「よこそう東京へ音頭」に「つくり場 つくりスト」歌手として参加
  - 5曲目「Shine」に企画プロデューサーとして参加
  - 6曲目「どっち？こっち？もっち！！〜ヲタ芸できるかな？〜」にソロ歌手として参加

### グッズ
- ももちニーハイソックス（全6種）
  - ももち・ニーハイかくれんぼ（黒）
  - ももち・チョコレート ニーハイ（ピンク×黒）
  - ももち・アクア★ニーハイ（白×水色）
  - ももち・ニーハイ★ストロベリー（ピンク×白）
  - ももち・ゼブラ★ニーハイ（白×黒）
  - ももち・いたずらニーハイ（赤×黒）
  - ももち・天使のニーハイ（白）
- 新ももちニーハイ（くいこまない綿混タイプ）
- MARS16 桃知みなみTシャツ （全2種）
  - MARS16 桃知みなみTシャツ（ブラック）
  - MARS16 桃知みなみTシャツ（ホワイト）
- レトルトカレー「アルバ熟成カレー（桃知みなみ）」（つくり場コラボ企画で誕生）
- 桃知みなみ ガシャポン（全7種）

## イベント・ライブ

### イベント
- 脳内解放教会（新宿キリストンカフェ、2010年11月 - 2013年11月22日）※レギュラーDJ
- ぱんでみっく!（渋谷eggman2012年7月27日 - 2013年6月18日）※レギュラーDJ
- こす☆ボウル（笹塚ボウル、2011年10月29日 - 2013年4月21日、2014年1月25日、2014年10月25日）※レギュラーDJ
- オモサンでアニソン!!（表参道GROUND、2012年5月12日 - 2014年5月17日、2015年5月29日）※レギュラーDJ
- アニソンディスコ
- hideオフィシャルクラブイベント CLUB PSYENCE 2012 TOKYO（2012年8月26日）※ゲストDJ
- 石鹸屋ライブ冬の七日目〜石鹸オンリー〜（赤坂BLITZ、2013年1月4日）※MC出演
- バレンタインスペシャルライブ'13 supported by Ghana（渋谷AX、2013年2月11日）※MC出演
- ニコニコ超会議
  - ニコニコ超会議2（2013年4月27日、4月28日）
  - ニコニコ超会議3（2014年4月26日、4月27日）
  - ニコニコ超会議2015（2015年4月25日、4月26日）
  - ニコニコ超会議2016（2016年4月29日、4月30日）
- 小林幸子 in 日本武道館〜夢の世界〜（2014年11月17日）※ナレーション＆VTR出演
- 大晦日カウントダウンファッションショーイベント『PiNuP WINTER Collection』（2014年12月31日）
- JAM Projectライブツアー大出陣式!（科学技術館、2015年7月17日）※ゲストDJ

### 主催イベント
- 桃知MATSURI!!〜2ヶ月遅れのバースデイ＆X'masイベント〜（原宿ユーセスザラウンジ、2013年12月3日）
- 桃知みなみpresents「クリスマスLIVE&朗読会2015」（阿佐ヶ谷アニメストリート、2015年12月25日）
- 桃知みなみ&のの子主催アニソンDJ＆LIVEイベント『カワイイ感じジャパン』（2016年4月21日 - ）※定期的に開催